# NGC 4009
NGC 4009 este o galaxie situată în constelația Părul Berenicei. A fost descoperită în 26 aprilie 1878 de către .